# Баранов, Александр Николаевич (искусствовед)
Алекса́ндр Никола́евич Бара́нов (9 апреля 1948, Москва — 14 августа 2021, там же) — советский и российский искусствовед, историк искусства, сотрудник ГМИИ им. Пушкина (1972—2021). Русский поэт-переводчик с английского, итальянского и нидерландского языков. Шекспировед, автор переводов произведений Уильяма Шекспира («Гамлет», «Король Лир»), член Шекспировской комиссии РАН, постоянный участник конференции «Шекспировские чтения». Заслуженный работник культуры Российской Федерации (2012).

## Биография
Александр Баранов родился 9 апреля 1948 года, в Москве, в семье военного. Отец, Николай Иванович Баранов (1919—1991), выпускник Московского института народного хозяйства им. Г. В. Плеханова, мобилизованный в ряды Красной Армии в качестве политрука в период советско-финляндской войны, участник Великой Отечественной войны, сражался в битвах под Москвой и при взятии Кёнигсберга. В дальнейшем выпускник Военно-политической академии им. В. И. Ленина. Демобилизован в середине 1970-х годов в чине полковника. Мать, Мария Ивановна Баранова, урождённая Князева (1921—1986), также выпускница Московского института народного хозяйства им. Г. В. Плеханова, домохозяйка.
Детские и школьные годы Александра проходили, в соответствии со служебными назначениями отца, в Москве, ГДР, Молдавской ССР (города Бендеры, Бельцы), Украинской ССР (город Херсон). Александр Баранов с отличием окончил Художественную школу в Бельцах и среднюю общеобразовательную школу в Херсоне. В 1967 году поступил на Отделение истории и теории искусства Исторического факультета МГУ им. М. В. Ломоносова. Был одним из самых активных и талантливых членов небольшого дружеского кружка историков и археологов. В 1972 году защитил дипломную работу «Монументально-декоративная живопись Пармы 20-30-х годов XVI века: росписи Пармиджанино в замке Фонтаннелато близ Пармы» (руководитель В. Н. Гращенков), получившую высокую оценку рецензента, академика В. Н. Лазарева. Заочно окончил аспирантуру МГУ. В 1982 году успешно прошло обсуждение на ученом совете его диссертации «Капелла Медичи Микеланджело (проблемы истолкования художественного образа)», однако защита не состоялась. Наиболее интересные части исследования были опубликованы автором в виде статей.

### Музейная деятельность
В 1972 году Александр Баранов стал сотрудником Государственного музея изобразительных искусств им. А. С. Пушкина. В течение многих лет был хранителем скульптуры и экспозиционером на многих выставках в ГМИИ и в провинциальных музеях, куда ему доводилось возить передвижные выставки из собраний музея. Одними из самых известных экспозиций стали цикл из 4 статуй Майоля в зале постимпрессионистов (1979—1980) и выставка-публикация «Западноевропейская скульптура XIX—XX веков из запасников ГМИИ» (1980). Участвовал в ряде коллективных научных работ ГМИИ им. А. С. Пушкина; редактировал несколько научных сборников и музейных каталогов. Был постоянным участником научных конференций, проводившихся в ГМИИ им. А. С. Пушкина — Випперовских чтений, Отчётных сессий, «Научных сред». Выступал также в заседаниях Комиссии по истории культуры Возрождения при АН СССР, во Всесоюзном научно-исследовательском институте искусствознания, на Даниловских чтениях в РГГУ и в других местах. В круг его интересов входило как искусство Средних веков и Возрождения, так и XIX—XX веков, в том числе новейшее.
Александру Баранову принадлежат циклы авторских популярных лекций о живописных шедеврах ГМИИ, о Тициане, Микеланджело, о ветхозаветных, евангельских и апокалиптических сюжетах в европейском искусстве XV—XX веков, а также цикл статей, посвященных библейским сюжетам в искусстве, опубликованных в журнале «Юный художник». В 1973—1975 годах основал и вёл семинар «Художественная жизнь Москвы» в Клубе юных искусствоведов при ГМИИ, в программу которого входило посещение выставок и мастерских художников.
В полной мере просветительский дар Александра Баранова проявился в годы работы в отделе ГМИИ им. А. С. Пушкина «Учебный художественный музей имени И. В. Цветаева», у истоков создания которого при РГГУ он стоял вместе с другими коллегами. На протяжении четверти века, с 1996 года и до последних дней жизни, он был заместителем заведующего отделом, сочетая эту работу с исследованиями по истории создания цветаевского Музея изящных искусств (ныне ГМИИ им. А. С. Пушкина). Как знаток архивных документов Александр Баранов по всеобщему негласному признанию являлся хранителем истории музея. Эта область научных исследований стала для него чрезвычайно плодотворной. Одна из последних выставок, куратором которой он выступал — «Воплощение мечты: И. В. Цветаев и Ю. С. Нечаев-Мальцов — основатели московского Музея изящных искусств» (2013).
4 тома комментированной переписки И. В. Цветаева и Ю. С. Нечаева-Мальцова (1897—1912), изданные к 100-летию Музея в соавторстве с М. Б. Аксененко, были удостоены премии Олега Янковского «Творческое открытие 2011—2012» в рамках фестиваля «Черешневый лес». В течение последних лет Александром Барановым и Маргаритой Аксененко велась работа по подготовке полного издания переписки Ивана Цветаева с архитектором Романом Клейном.

### Переводческая деятельность
Александр Баранов много занимался переводами, большей частью — поэтическими (с английского, итальянского, нидерландского языков). В студенческие годы был членом вновь созданной Литературной студии в МГУ «Луч», основанной и руководимой поэтом Игорем Волгиным. С середины 1970-х годов публиковался как поэт-переводчик, в том числе в Библиотеке всемирной литературы, и писал стихи, сборник которых готовил к изданию.
Многие из исследований и переводов Александра Баранова связаны с творчеством Уильяма Шекспира и поэтами Елизаветинской эпохи. Он состоял членом Шекспировской комиссии АН СССР — РФ, с 1982 года участвовал с докладами в заседаниях Международной конференции «Шекспировские чтения»; автор перевода «Гамлета» по первому кварто и комментария (не завершён), работал над переводом «Короля Лира» (опубликован перевод III акта трагедии). Перевёл пьесу современников Шекспира Томаса Нортона и Томаса Секвилла «Горбодук, или Феррекс и Поррекс» (1561). Перевод был выполнен в 1985—1987 годах, некоторые сцены зачитывались на конференции «Шекспировские чтения». В 2012 году впервые опубликован в БД «Современники Шекспира».
В своих переводах Александр Баранов старался подходить к тексту со стороны его театрально-игровой природы применительно к театру времени Шекспира. Самостоятельное научное мышление в сочетании с широкой эрудицией в самых разных областях культуры позволяло ему ставить неожиданные вопросы и предлагать оригинальные решения и в искусствоведческих и шекспироведческих исследованиях, и в популярных статьях по искусству.
В антологии сайта «Век перевода», составленной поэтом-переводчиком Евгением Витковским, опубликована посвящённая Александру Баранову страница.

### Театральная деятельность
Драматический театр был постоянным и многолетним увлечением Александра Баранова. Репетиционный процесс он изучал у ведущих театральных режиссёров Москвы (Анатолий Эфрос, Гедрюс Мацкявичюс, Михаил Левитин, Юрий Любимов, Роман Виктюк). Эпизодически посещал занятия Эфроса со студентами ГИТИСа. Организовал восстановление спектакля «Буря» Эфроса в ГМИИ им. А. С. Пушкина для телевидения (декабрь 1987 — начало января 1988, режиссёр Андрей Торстенсен). Среди театроведческих исследований статья «О построении пространства в современных постановках классических пьес (на примере режиссуры А. В. Эфроса)» в сборнике «Театральное пространство». (М., 1979); осталась в рукописи работа: «„Буря“ А. В. Эфроса. Спектакль, восстановление, телефильм». Писал телесценарии, выступал на радио. Занимался сценографией Давида Боровского и Даниила Лидера и театральным творчеством Юзефа Шайны. Участник самодеятельного театрального движения: режиссировал в молодёжной студии при Театре на Малой Бронной (куратор Александр Курепов; 1978—1979); преподавал в театральной студии Геодезического института (1983) и студии «Пластический театр» МВТУ им. Н. Э. Баумана под руководством Л. Н. Коростелиной (1985—1987; в сезоне 1986—1987 — руководитель студии). Ставил спектакли, неоднократно пробовал себя на актёрском поприще.
Своими главными учителями считал Виктора Гращенкова, Ирину Данилову, Александра Аникста, режиссёра Анатолия Эфроса, поэта-переводчика Евгения Витковского.
Сыгранные роли в театральных студиях:
- 1985 — Тригорин в «Чайке» А. П. Чехова (Мелихово, реж. Юрий Зубков)
- 1985—1988 — Человек с костылём — Первосвященник — Палач в спектакле «Искариот» по повести Леонида Андреева (Театр-студия «На набережной», постановка 1981 года, режиссёр и автор инсценировки Ф. В. Сухов), Апостол Фома (1988—1991, в той же постановке)
- 2014 — Дорн в «Чайке» А. П. Чехова (Театр-студия «Горизонт», режиссёр Виталий Поплавский)

Постановки:
- 1988 — инициатор и участник восстановления спектакля Анатолия Эфроса 1983 года «Буря» по Шекспиру и Пёрселлу в ГМИИ.
- 1992—1993 — «La voix humaine / Человеческий голос» Жана Кокто (Театр-студия «На набережной») на языке оригинала с использованием собственного перевода пьесы.
- 1997 — моноспектакль Олеси Малаховой «Король Лир» по Шекспиру в переводе А. В. Дружинина (в Учебном художественном музее им. И. В. Цветаева; сценическая композиция и постановка — в соавторстве с исполнительницей).

Спектакль с использованием переводов Александра Баранова:
- Уильям Шекспир. «В наш век слепцам безумцы вожаки» (по мотивам пьес «Король Лир», «Гамлет»). Перевод Бориса Пастернака и Александра Баранова. Лаборатория «Система Грановского — Михоэлса». Премьера. Режиссёр Игорь Пехович // «Только Шекспир». Фестиваль камерных спектаклей. 1-7 июня 2014 года Москва[8].

### Прочая деятельность
Александр Баранов был знатоком классической музыки, а также оперы и кинематографа, собрал обширную коллекцию аудио и видеозаписей. Ныне музыкальные аудио и видеозаписи находятся в музыкальном отделе РГБ, видеозаписи спектаклей и кинофильмы — в Высшей школе сценических искусств. Научный и творческий архив Александра Баранова поступил в ГМИИ им. А. С. Пушкина.
В 2008 году перевел титры 75 немых фильмов, половина из которых относятся к киноклассике, но либо никогда не переводились на русский язык, либо переведены непрофессионально. Был одним из модераторов на сайте classic-online — и загрузил туда две с половиной тысячи записей. Участник сайта «Либретто опер».
Как переводчик печатался редко, более крупные работы — в сборниках «Введение в храм» (М. : Языки русской культуры, 1997. С. 713—741) и «Сфинкс, или Мифология бытия» (М. : Полет Джонатана, 2012. С. 669—712).
Интересны его поэтические переводы стихотворений Симона Вестдейка на темы Рембрандта (см. сайт «Век перевода»).
По основной профессии — историк искусства. С 1972 года — научный сотрудник Государственного музея изобразительных искусств им. А. С. Пушкина. Занимал должность заместителя заведующего отделом «Учебный художественный музей им. И. В. Цветаева» (расположен на территории РГГУ, ул. Чаянова, 15).
В 1970—1990-е годах активно занимался театром, в том числе был педагогом, режиссёром и актёром в нескольких театральных студиях Москвы и Подмосковья. С 1982 года — участник Международной конференции «Шекспировские чтения».
Умер 14 августа 2021 в Москве. Похоронен на Востряковском кладбище (уч. 2).
23 сентября 2021 года в Итальянском дворике ГМИИ им. Пушкина, в котором Александр Николаевич проработал почти полвека, состоялся вечер его памяти.

## Труды
- Баранов А. Н. «Гамлет» Шекспира и Библия // Шекспировские чтения. Науч. совет РАН «История мировой культуры» / гл. ред. А. В. Бартошевич. М. : Изд-во Моск. гуманит. ун-та, 2010. С. 170—185. ISBN 978-5-98079-656-3 (в пер.);

## Публикации
1970-е
1. Росписи Пармиджанино в замке Фонтанеллато близ Пармы // Тезисы докладов научной сессии, посвященной итогам работы Государственного музея изобразительных искусств им. А. С. Пушкина (март 1973). М., 1973. С. 7-8.
2. Художественная культура XVIII века: материалы научной конференции (ГМИИ им. А. С. Пушкина, 1973). — М. : Совет. художник, 1974. — 366 с. — На обороте тит. л.: Редактор А. Н. Баранов.
3. [Научная конференция, посвященная 500-летию со дня рождения Микеланджело Буонарроти / ГМИИ им. А. С. Пушкина] // Информационный центр по проблемам культуры и искусства : экспресс-информация. Серия: Изобразительное искусство. Вып. 2: Обзор материалов научных конференций, посвященных творчеству Микеланджело Буонарроти : (к 500-летию со дня рождения художника). М., 1975. С. 13-18.
4. Научная сессия, посвященная итогам работы музея за 1973 г. Москва, ГМИИ им. А. С. Пушкина, 30-31 мая // Советское искусствознание’74. М, 1975. С. 465—467.
5. Китс, Джон. Перед тем как перечитать «Короля Лира» : [сонет.]/ пер. с англ. А. Н. Баранова //Поэзия английского романтизма. М., 1975.С. 567.— (Библиотека всемирной литературы; т. 125).— То же // Джон Китс. Стихотворения и поэмы. М. :Рипол-классик, 1998. С. 135 ; То же // Джон Китс : «Сильны любовь и слава смертных дней…» : [сборник] / [сост. А. Я. Ливерганта и А. Г. Николаевской; предисл. А. Я. Ливерганта]. М. : Центр книги Рудомино, 2011. С. 215.
6. Блейк, Уильям. Призрак и Эманация: [стихотворный фрагмент] / пер. с англ. А. Н. Баранова //Поэзия английского романтизма. М., 1975. С. 605. — (Библиотека всемирной литературы; т. 125).
7. Полициановское описание ворот дворца Венеры как документ истории эстетики // Тезисы докладов научной сессии, посвященной итогам работы Государственного музея изобразительных искусств им. А. С. Пушкина за 1975 год. М., 1976. С. 5-6.
8. Народная гравюра и фольклор в России XVII—XIX вв. : (к 150-летию со дня рождения Д. А. Ровинского): материалы научной конференции (1975)/ ГМИИ им. А. С. Пушкина; ред. А. Н. Баранов, А. Г. Сакович; под общ. ред. И. Е. Даниловой. М. : Совет. художник, 1976. — 372 с.
9. Заседание учёного совета, посвящённое 50-летию основания картинной галереи Государственного музея изобразительных искусств им. А. С. Пушкина, Москва, ГМИИ им. А. С. Пушкина, 25-26 декабря 1974 г.// Советское искусствознание’75. М., 1976. С. 387—390.
10. (В соавторстве с Сакович А. Г.). Випперовские чтения-1975. Научная сессия «Народная гравюра и фольклор в России», посвященная 150-летию со дня рождения Д. А. Ровинского, Москва, ГМИИ им. А. С. Пушкина, 17-19 февраля 1975 г./ Баранов А. Н., Сакович А. Г. // Советское искусствознание’75. М, 1976. С. 391—394.
11. Научная конференция, посвященная 500-летию со дня рождения Микеланджело Буонарроти, Москва, Ин-т истории искусств, ГМИИ им. А. С. Пушкина, 26 марта 1975 г. // Советское искусствознание’75. М, 1976. С. 406—407.
12. Некоторые социально-психологические, искусствоведческие и педагогические проблемы общения музея со зрителем // Тезисы 3-й научно-теоретической конференции аспирантов вузов и НИИ культуры и искусства на тему: «О роли социалистической культуры и искусства в идейно-политическом, нравственном и эстетическом воспитании советских людей», 15-20 июня 1976 года. Кишинев, 1976. С 233—235.
13. Випперовские чтения-8. Тёрнер и английский романтический пейзаж: проблемы пейзажа в европейском искусстве XIX века // Советское искусствознание’76. М., 1977. Вып. 2. С. 366—369.
14. Открытые научные заседания, посвящённые памяти М. М. Бахтина. // Там же. С. 376—377.
15. Научная сессия, посвященная итогам работы за 1975 год // Там же. С. 384—387.
16 — 18. Искусство Византии в собраниях СССР :каталог выставки: [в 3 т.] / Гос. Эрмитаж, Гос. музей изобразит. искусств им. А. С. Пушкина; [авт.-сост. кат. А. В. Банк и М. А. Бессонова]; ред. А. Н. Баранов.— М. : Совет. художник, 1977. — Т. 1. — 192 с.; Т. 2.—156 с.;Т. 3. — 180 с.
19. Пометта, Элиджио. Закат в Ломбардии : [сонет.] / пер. с итал. А. Н. Баранова // Европейская поэзия XIX века. М., 1977. С. 752. — (Библиотека всемирной литературы; т. 85).
20. Вестдейк, Симон. Читающий Титус : [сонет из цикла «Рембрандт и ангелы»] / пер. с гол. А. Н. Баранова//Из современной нидерландской поэзии. М., 1977. С. 149. — То же // Строфы века-2 : антология мировой поэзии в переводах русских поэтов XX века / сост. Е. В. Витковский. М., 1998. С. 943.
21. Вестдейк, Симон. Автопортрет : [сонет из цикла «Рембрандт и ангелы»] / пер. с гол. А. Н. Баранова// там же. С. 150. — То же // Строфы века-2 : антология мировой поэзии в переводах русских поэтов XX века / сост. Е. В. Витковский. М., 1998. С. 943.
22. Византийская икона «Успение Богоматери» в собрании ГМИИ // Тезисы докладов научной сессии, посвященной итогам работы Государственного музея изобразительных искусств им. А. С. Пушкина за 1977 год. М., 1978. С. 12-13.
23. «Весна» Боттичелли // Юный художник. 1978, № 3. С. 15-17.
24. К вопросу о программе скульптурного ансамбля капеллы Медичи // Микеланджело и его время. М., 1978. С. 51-63.
25. Научное заседание, посвященное 400-летию со дня смерти Тициана. Москва, ГМИИ им. А. С. Пушкина, 26 нояб. 1976 // Советское искусствознание’77. М, 1978. Вып. 1. С. 389—390.
26. О построении пространства в постановках классических пьес: (на примере режиссуры А. В. Эфроса) //Театральное пространство: материалы научной конференции. ГМИИ им. А. С. Пушкина, 1978. М., 1979. С. 462—469.— (Випперовские чтения-10).
27. «Пустота» и «насыщенность» в капелле Медичи // Тезисы докладов научной сессии, посвященной итогам работы Государственного музея изобразительных искусств им. А. С. Пушкина за 1978 год (18, 19, 25 апр. 1979 г.). М., 1979. С. 6-7.
28. Шедевры живописи // Советская культура. 1979. 2 августа.
29. Воин Света и Добра: исполнилось 475 лет со дня завершения статуи «Давид» Микеланджело // Московский комсомолец. 1979. 20 сентября.
30. А был ли камень? // Московский комсомолец. 1979. 4 октября.
31. От Петрарки до Рильке: из переводов Евгения Витковского // Московский комсомолец. 1979. 2 ноября.
32. Из племени филокартистов: [Сергей Розанов и Павел Цуканов] // Московский комсомолец. 1979. 6 декабря.
33. «Венецианец с кистью — виртуоз…»: [четверостишие из «Карты живописного плаванья» Марко Боскини] / пер. с итал. А. Н. Баранова//Никитюк О. Д. Художественные музеи Венеции. М., 1979. С. 90.
34. Лабиа, Анджело Мария. Регата 1775 года: [сонет] / пер. с итал. А. Н. Баранова //Там же. С. 127.
35. Гольдони,Карло. Господин доктор Карло Гольдони… господину Пьетро Лонги, живописцу : [сонет.] / пер. с итал. А. Н. Баранова //Там же. С. 134.
36. Принцип инверсии в капелле Медичи // Тезисы докладов научной сессии, посвященной итогам работы Государственного музея изобразительных искусств им. А. С. Пушкина за 1979 год. М., 1980. С. 4-5.
37. «Давид» Микеланджело // Юный художник. 1980. № 1. С. 25-30.
38. Чтобы увидели все // Юный художник. 1980. № 12. С. 35-40.
1980-е
39. Статуя Микеланджело «Мадонна Медичи» // Тезисы докладов научной сессии, посвященной итогам работы Государственного музея изобразительных искусств им. А. С. Пушкина за 1980 год. М., 1981. С. 4-6.
40. Джотто // Юный художник. 1981. № 1. С. 38-43.
41. АристидМайоль для особняка И. Морозова // Советская скульптура, 79/80. М., 1981. С. 245—253.
42. М. Я. Либман, Е. И. Ротенберг, С. В. Шервинский, А. М. Эфрос : биографические справки // Музей-3: художественные собрания СССР : (70 лет Государственному музею изобразительных искусств имени А. С. Пушкина). М., 1982. С. 130, 157, 166, 169.
43. Заметки о капелле Медичи Микеланджело // Тезисы докладов научных сессий, посвященных итогам работы Государственного музея изобразительных искусств им. А. С. Пушкина за 1981 год. М., 1982. С. 5-6.
44. Рафаэль—портретист: (к 500-летию со дня рождения) //Творчество. 1983. № 4. С. 16-22.
45. К уточнению одной даты в истории капеллы Медичи // Тезисы докладов научных сессий, посвященных итогам работы Государственного музея изобразительных искусств им. А. С. Пушкина за 1982 год. М., 1984. С. 25-28.
46. Проблемы творчества Лембрука // Тезисы докладов научных сессий, посвященных итогам работы Государственного музея изобразительных искусств им. А. С. Пушкина за 1983 год. М., 1984. С. 52-53.
47. Византийская икона «Успение Богоматери» XIV века // Этюды о картинах/ ГМИИ им. А. С. Пушкина. М.,1986. С. 34-41.
48. «Благовещенье» Сандро Боттичелли // Там же. С. 42-54.
49. «Прогулка заключенных» и проблема цикличности у Ван Гога // Там же. С. 150—160.
50. Донателло : (к 600-летию со дня рождения) // Творчество. 1986. № 10. С. 28-31.
51. Каталог картинной галереи : Живопись. Скульптура. Миниатюра / Государственный музей изобразительных искусств им. А. С. Пушкина ;сост.: А. Н. Баранов и др. М.:Изобр. искусство, 1986. — 319 с. : ил., портр., [8] л. цв. ил.
52. Образ Воинов света в микеланджеловской капелле Медичи // Тезисы докладов научной сессии, посвященной итогам работы Государственного музея изобразительных искусств им. А. С. Пушкина за 1986 год. М., 1987. С. 47-48.
53. Тайная вечеря // Наука и религия. 1989. № 12. С. 60-62 : ил.
54. Государственный музей изобразительных искусств имени А. С. Пушкина, Москва : [альбом] / сост. Е. С. Левитин ;вступ. ст. И. А. Антоновой ;аннотации Н. И. Александровой, А. Н. Баранова и др. — Л. : Аврора, 1989. — 287 с. : ил.
1990-е
55. Аристид Майоль: [анотации в каталоге] // Морозов и Щукин — русские коллекционеры: от Моне до Пикассо. — Кёльн, 1993. С. 409—412. —(Авторство указано на с. 378).
56. «Она тогда сидела на траве…»; «Тогда Амур, свершив благую месть…» : [2 октавы из поэмы Анджело Полициано «Станцы»] / пер. с итал. А. Н. Баранова // Боттичелли : [альбом]/ сост. икоммент. О. Сугробовой. М., 1993. С. 102.
57. В музей пойдем? :[интервью] // Юный художник. 1995. № 1. С. 5-6.
58. «Гамлет» Шекспира и Библия //Библия в культуре и искусстве: материалы научной конференции «Библия в культуре и искусстве», Москва, ГМИИ им. А. С. Пушкина, 23-26 янв. 1995 г. М., 1996. С. 107—123. — (Випперовские чтения-1995 ;вып. 28).
59. Введение в храм : сборник статей / под ред. Л. И. Акимовой. — М. : Языки русской культуры, 1997. — 796 с. : ил., 4 л. фото. — Summaries of articles. — Справки об авторах. См.: Александр Николаевич Баранов. С. 757—758 — В выходных данных [с. 797]: Научное редактирование Л. И. Акимовой и А. Н. Баранова.
60. [И. Е. Данилова] //Введение в храм. М., 1997.С. 23.
61. Можно ли Гамлета считать убийцей? // Наука и религия. 1995. № 7. С. 36-43. — С. 43: Как рождалась эта статья : беседа с кор. газ. Мариной Василевской.
62. Образ Воинов света в микеланджеловской капелле Медичи //Введение в храм. М., 1997. С. 290—303.
63. Теннисон, Альфред. Святой Грааль: поэма /пер. с англ. А. Н. Баранова. // Введение в храм. М., 1997. С. 713—732.
64. Кокто, Жан. Человеческий голос: пьеса / пер. с фр. А. Н. Баранова // Введение в храм. М., 1997. С. 733—741.
65. О начальном капитале на строительство здания Музея изящных искусств // Государственному музею изобразительных искусств им. А. С. Пушкина — 100 лет. М., 1998. С. 86-90.— (Напечатано с грубыми искажениями).
66. Завьялова А. Е. Офорты Даниэля Ходовецкого как художественный источник «маскарадов» Константина Сомова // Маска и маскарад в русской культуре XVIII—XX вв. М., 2000. С. 71-79. — С. 72-73: Подпись к офорту Д. Ходовецкого "Февраль, 1787 г."в переводе с немецкого А. Н. Баранова (с опечатками).
67. Буркерт, Вальтер. Из книги Homo Necans: жертвоприношение в древнегреческом ритуале и мифе/пер. с нем. и англ. В. И. Акимовой; под ред. Л. И. Акимовой и А. Н. Баранова // Жертвоприношение: ритуал в искусстве и культуре от древности до наших дней. М., 2000. С. 405—478.
2000-е
68. Милица Эдвиновна Матье (1899—1966) // История и культура древнего и раннехристианского Египта ;материалы научной конференции, посвященной 100-летию со дня рождения М. Э. Матье и М. А. Коростовцева, ИВ РАН, 13-15 декабря 2000 г. М., 2001. С. 11-15.
69. Кифишин А. Г. Древнее святилище Каменная Могила: опыт дешифровки протошумерского архива XII—III тысячелетий до н. э. Т. 1. — Київ : Аратта, 2001. —872 с. — В выходных данных (с. 848): Корректор А. Н. Баранов.
70. Дерен ; Рембрандт // Диалоги в пространстве культуры / ГМИИ им. А. С. Пушкина. М., 2002. С. 48-53.
71. Варвара Андреевна Алексеева (1823—1894) и Музей изящных искусств // Тропининский вестник: материалы Всероссийской научной конференции «Меценатство в России. Перспективы развития в XXI веке»: к 100-летию со дня рождения Ф. Е. Вишневского посвящается, 2003. М., 2004. С. 101—108.
72. «Забытая кафедра»: о преподавании истории искусств в Московском университете в первой половине XIX в. // Тропининский вестник: материалы Всероссийской научной конференции : «Юбилейные Тропининские чтения», 1-2 июня 2005 г. М., 2005. Вып. 3. С. 139—154.
73. In Moskau ein kleines Albertinum erbauen :Ivan Zwetajew und Georg Treu im Briefwechsel (1881—1913) = Устроить в Москве маленький Альбертинум : переписка Ивана Цветаева и Георга Трея (1881—1913) / под ред. Э. Хексельшнейдера, А. Баранова, Т. Бурга; вступ. ст. Л. Акимовой, К. Кнолль, Э. Хексельшнейдера; пер. с рус. Э. Хексельшнейдера, Ю. Ващенко; пер. с нем. Т. Егоровой, А. Баранова. — Кельн ; Веймар ; Вена, 2006. — 416 с. :78 ил. —нем., рус. (параллельные тексты).
74. Код да Винчи Дэна Брауна —правда и вымысел // Юный художник. 2006.№ 1. С. 10-13
75. Троица // Юный художник. 2007. № 1. С. 8-11.
76. Адам и Ева // Юный художник. 2007. № 3. С. 20-25.
77. От сотворения мира до Вавилонской башни //Юный художник. 2007. № 8. С. 28-33.
78. Ветхозаветные праотцы /Юный художник. 2008. № 3. С. 12-17.
79. Иосиф и его братья /Юный художник. 2008. № 6. С. 34-38.
80. Моисей. Ч.1 // Юный художник. 2008. № 9. С. 36-41.
81. Моисей. Ч.2 //Юный художник. 2008. № 10. С. 20-24.
82. Новые материалы к биографии И. В. Цветаева // Семья Цветаевых в истории и культуре России: XV Международная научно-тематическая конференция (Москва, 8-11 октября 2007 г.): сб. докл. М.: Дом-музей Марины Цветаевой, 2008. С. 43-51.
83. И.В. Цветаев — Ю.С. Нечаев-Мальцов. Переписка, 1897—1912 / вступ. ст. М. Б. Аксененко; публ. и коммент. А. Н. Баранова и М. Б. Аксененко: в 4 т. М. :Красная площадь, 2008—2011.— Т. 1. — 636с. :146 ил. ;Т. 2. — 480 с. : 105 ил. ;Т. 3. — 460 с. : 109 ил.; Т. 4. — 492 с. : 156 ил.
84. «Гамлет» Шекспира и Библия // Шекспировские чтения-2010 : [по материалам международных конференций «Шекспировские чтения» 2008 и 2010 гг.]: посвящ. 100-летию со дня рожд. А. А. Аникста. М., 2010. С. 170—185.
85. [Сцена с Озриком : фрагмент пьесы «Гамлет» / пер. с англ. А. Н. Баранова] // Шекспир У. Гамлет / пер. В. Ананьина ; В. Ананьин. Заметки на полях перевода. Петрозаводск, 2010. С. 340—342.
2010-е
86. О назначении египетских гробничных рельефов Древнего царства: спорные вопросы заупокойного культа // Сфинкс, или Мифология бытия: памяти Е. В. Мавлеева. М., 2012. С. 76-92.
87. Три имени: из комментария к шекспировскому «Гамлету» // Там же. С. 524—527.
88. История Иосифа : [поэтическое переложение 10 глав библейской книги «Бытие»] // Там же. С. 697—712.
89. Гардинер, Алан. Два отрывка из книги «Гробница Аменемхета» (1915) / пер. с англ. А. Н. Баранова // Там же. С. 669—687.
90. Лоуренс, Дэвид. Вольтерра : шестая, последняя глава из книги «Этрусские места»/ пер. с англ. А. В. Савкевича; под ред. А. Н. Баранова // Там же. С. 688—696.
91. Об одной неизвестной постановке «Короля Лира»// Шекспировские чтения-2012: Шекспир в национальных культурах : аннотации докладов. Изд-во Моск. гуманит. ун-та, 2012. С. 3-4. — Изд. 2-е, испр., электронное. М. : Изд-во Моск. гуманит. ун-та, 2012. С. 3-4.
92. Некоторые проблемы перевода «Короля Лира» // Шекспир в контексте мировой художественной культуры : материалы Международной научной конференции «XXVI Пуришевские чтения» /отв. ред. Е. Н. Черноземова ; МПГУ. М., 2014. С. 56-57.
93. И. В. Цветаев и Ю. С. Нечаев-Мальцов, создатели московского Музея изящных искусств // Воплощение мечты: И. В. Цветаев и Ю. С. Нечаев-Мальцов — основатели московского Музея изящных искусств : [брошюра к выставке в Ульяновске]. М., 2015. С. 8-22.
94. Воображение как тема шекспировской драматургии// Воображение и факт в конструировании художественных и виртуальных миров шекспировской Англии. М., 2015. С. 63-71.
95. О новом переводе "Первого кварто «Гамлета», сделанном А. А. Корчевским // Шекспир в междисциплинарных гуманитарных исследованиях: коллективная монография по материалам Международного научного семинара / редакторы-составители: В. С. Макаров, Н. В. Захаров, Б. Н. Гайдин. М., 2015. С. 78-89. — На с. 101—110, 162—174: Участие А. Н. Баранова в дискуссиях на семинарах.
96. Заметки о «Гамлете» // Вестник Литературного института им. А. М. Горького. 2016. № 1. С. 55-59.
97. О местах действия и ремарках у Шекспира// XXVI Международная научная конференция"Шекспировские чтения-2016 : 400 лет бессмертия поэта" : аннотации докладов. М. : Изд-во Моск. гуманит. ун-та, 2016. С. 49.
98. Романов Н. И. Нидерландские тканые ковры с изображениями: ковер «Аллегория надежды» / публ. М. С. Сененко и А. Н. Баранова; примеч. А. Н. Баранова// Николай Ильич Романов (1867—1948): ученый, педагог, музейный деятель. М.; СПб. :Нестор-история, 2017. С. 42-71.
99. Романов Н. И. Из «Лекций по истории изящных искусств» / публ. и примеч. М. Б. Аксененко и А. Н. Баранова // Там же. С. 72-157.
100. Итоги XXVI Международной научной конференции «Шекспировские чтения-2016: 400 лет бессмертия поэта», Москва, 26-29 сент. 2016 г. : [обзор докладов секции «Шекспир на сцене и экране: постановки и интерпретации» / Анцыферова О. Ю., Артемьева Л. С., Баранов А. Н., Бартошевич А. В., Гайдин Б. Н., Захаров Н. В., Лисович И. И., Кружков Г. М., Макаров В. С., Мусвик В. А., Рогатин В. А., Флорова В. С., Шапинская Е. Н., Шипилова Н. В.] // Знание. Понимание. Умение. 2017. № 1. С. 269—297.
101. О местах действия и ремарках у Шекспира // Знание. Понимание. Умение. 2017. № 2. С. 278—285.
102. На каком языке разговаривают с духами? // Кристофер Марло и его творчество в русской и мировой культуре: междисциплинарный взгляд : аннотации докладов [Всероссийской научной конференции, Москва,] 22-23 июня 2018 года / ред.-сост.: Н. В. Захаров, В. С. Макаров, Б. Н. Гайдин. М. :Изд-во Моск. гуманитар. ун-та, 2018. С. 17-18.
103. Из заметок к «Королю Лиру» //XXVII Международная научная конференция «Шекспировские чтения-2018», 24-27 сентября 2018 г. : аннотации докладов. М. : Изд-во Моск. гуманитар. ун-та, 2018. С. 113—114.
104. О содержании фрески Микеланджело «Страшный суд» // Даниловские чтения. Античность — Средневековье — Ренессанс. М., 2018. Сб. 1. С. 305—314.
105. Люди — деревья, люди — сад: спектакль «Недотёпы» стал фаворитом // Литературная газета. 2018. № 27. 4-10 июля. С. 24.
106. Пропущенная в Фолио сцена «Короля Лира» //XXVIII Международная научная конференция"Шекспировские чтения-2020" : аннотации докладов. М. : Изд-во Моск. гуманитар. ун-та, 2020. С. 14-16.
107. О «Давиде» Микеланджело// Путь произведения искусства: от библейской легенды до музейного экспоната : (материалы объединения выпускников клубов, кружков и изостудии ГМИИ им. А. С. Пушкина в рамках фестиваля «Пятницы в Пушкинском»). М., 2020. С. 17-21.
```
  ПОСМЕРТНЫЕ ПУБЛИКАЦИИ:
```

```
 1. Введение // Учебный художественный музей имени И.В. Цветаева. Аполлон, фараон и другие… Больше, чем путеводитель / А.В. Агафонов, И.В. Баканова, А.Н. Баранов, Н.В. Лаврентьева. – М. : 2023. С. 18–37; 200–253.
```

```
 2. «Зал Медичи». Искусство Средних веков и Возрождения // Учебный художественный музей имени И.В. Цветаева. Аполлон, фараон и другие… Больше, чем путеводитель / А.В. Агафонов, И.В. Баканова, А.Н. Баранов, Н.В. Лаврентьева. – М. : 2023. С. 200–253.
```

```
 3. [Шекспир У.] "Король Лир", Акт III / пер. с англ. Александра Баранова // Эпох скрещенья. Литературные исследования от Средневековья до Нового времени. Сборник памяти Андрея Николаевича Горбунова / под ред. В.С. Макарова, Н.Э. Микеладзе. М.: ЛитФакт, 2023. С. 303-336.
```

4. Баранов А. Н. Участие М. А. Цветаевой в создании Музея изящных искусств по свидетельствам И. В. Цветаева // «Продолжение зеркал»: XXIII Международная научно-тематическая конференция (к 175-летию И. В. Цветаева и 130-летию М. И. Цветаевой): Москва, 17-19 октября 2022. Сб. докл. — М.: Дом-музей Марины Цветаевой, 2024. — С. 252—257.

В ПЕЧАТИ:
Баранов А. Н. Античные источники шекспировского «Гамлета» // Шекспировские чтения-2014.
Не опубликовано:
Баранов А.Н. Искусство прошлого в меняющихся контекстах. 2018. [Для каталога выставки Ф. Плесси в ГМИИ им. А. С. Пушкина].
Электронные публикации, в том числе переводы
1. Вестдейк, Симон. Читающий Титус : [сонет из цикла «Рембрандт и ангелы»] / пер. с гол. А. Н. Баранова / Век перевода. Русский поэтический перевод XX—XXI веков. Сост. Е. В. Витковский // www.vekperevoda.com
2. Вестдейк, Симон. Автопортрет: [сонет из цикла «Рембрандт и ангелы»] / пер. с гол. А. Н. Баранова / Век перевода. Русский поэтический перевод XX—XXI веков. Сост. Е. В. Витковский // www.vekperevoda.com
3. Нортон Т., Секвилл Т. Горбодук, или Феррекс и Поррекс / перевод А. Н. Баранова // Информационно-исследовательская база данных «Русский Шекспир». 2012. URL: http://around-shake.ru/versions/translations/3931.html
4. Шекспир У. Трагическая история о Гамлете, принце Датском / перевод А. Н. Баранова // Информационно-исследовательская база данных «Русский Шекспир». 2013. URL: http://www.rus-shake.ru/translations/Hamlet/Baranov/2013/
5. Предпремьерный показ спектакля актёра и режиссёра Игоря Пеховича «В наш век слепцам безумцы вожаки»: (по мотивам трагедий У. Шекспира «Король Лир» и «Гамлет») // Информационно-исследовательская база данных «Русский Шекспир». 2013. URL:http://www.rus-shake.ru/menu/news/11853.html
6. Заметки о «Гамлете» // Вестник Литературного института им. А. М. Горького. 2016. № 1. С. 55-60.http://litinstitut.ru/sites/default/files/vestnik_li_2016_1.pdf
См. также п. 96 в первом разделе библиографии.
7. Переписка А. Н. Баранова и К. А. Степаняна о «Гамлете» Шекспира (апрель-май 2018 г.) // Электронная информационно-исследовательская база данных «Русский Шекспир». 2020. — [В разделе «В научной и театральной критике» подраздел «Приветствия, обращения, письма, воспоминания»] URL: http://rus-shake.ru/criticism/letters/Baranov-Stepanyan-Hamlet-2018/
Рецензии:
Soviet Literature. 1984, № 12. P. 170.
Биографические справки:
Введение в храм. М., 1997. С. 757—758.
Строфы века-2 : антология мировой поэзии в русских переводах XX века /сост. Е. В. Витковский. М., 1998. С. 943. — (Серия: Итоги века. Взгляд из России).
In Moskau ein kleines Albertinum erbauen… Кёльн, 2006. С. 362.
И. В. Цветаев — Ю. С. Нечаев-Мальцов. Переписка, 1897—1912. М., 2008. Т. 1.С. 630.
Век перевода. Русский поэтический перевод XX—XXI веков /сост. Е. В. Витковский // www.vekperevoda.com (См. по алфавиту переводчиков).
О А.Н. Баранове и его работе
Шекспир У. Гамлет / пер. В. Ананьина ; В. Ананьин. Заметки на полях перевода. Петрозаводск, 2010. С. 338—340.
Аксененко М. Б. «Ему я пишу дневники» : [о переписке И. В. Цветаева и Ю. С. Нечаева-Мальцова] // Мир музея. 2022. № 7. С. 18-19. — С. 19: Деятельность А. Н. Баранова по подготовке к изданию эпистолярного наследия «И. В. Цветаев — Ю. С. Нечаев-Мальцов. Переписка, 1897—1912. М., 2008—2011».
Ангел с канделябром : [выставка из цикла «Только один экспонат», подготовленная А. Н. Барановым] // Мир музея. 2022. № 7. С. 32-33 : ил.

## Доклады
Шекспировские чтения
- 2020 — XXVIII Шекспировские чтения, доклад «Пропущенная в Фолио сцена „Короля Лира“»
- 2019 — конференция «Современники Шекспира: Выйти из тени Барда», презентация перевода из «Матушки Бомби» Дж. Лили
- 2018, осень- XXVII Шекспировские чтения, доклад «Из заметок о „Короле Лире“»
- 2018, весна — Конференция «Кристофер Марло и его творчество в русской и мировой культуре», доклад «На каком языке разговаривают с духами?»
- 2016 — XXVI Шекспировские чтения, доклад «О местах действия и ремарках у Шекспира»
- 2015, осень — Второе заседание научного семинара «Шекспир в междисциплинарных гуманитарных исследованиях»
- 2015, лето — Конференция «Роль факта и воображения в конструировании художественных и виртуальных миров», доклад «Шекспир о воображении: воображение как тема шекспировской драматургии»
- 2014 — XXV Шекспировские чтения, доклад «Заметки о „Гамлете“ (О некоторых античных источниках „Гамлета“)»

## Признание и награды
- Заслуженный работник культуры Российской Федерации (2012).
- Премия им. Олега Янковского «Творческое открытие 2011—2012» (совместно с М. Б. Аксененко) за публикацию четырёхтомного комментированного издания «И. В. Цветаев — Ю. С. Нечаев-Мальцов. Переписка. 1897—1912» (М.: Изд-во «Красная площадь», 2008—2011).